# Bright Arrey-Mbi
Bright Akwo Arrey-Mbi (Kumba I, Camerún, 23 de marzo de 2003) es un futbolista alemán que juega como defensa en el S. C. Braga de la Primeira Liga de Portugal.

## Carrera
Inició su carrera en las inferiores del SG Kaarst de su ciudad natal, hasta que en 2014 se fue a la academia juvenil del Norwich City de Inglaterra por un breve lapso. Ese mismo año se marchó a las inferiores del Chelsea donde pasó cinco años, hasta que en 2019 regresa a Alemania para jugar en el Bayern de Múnich II de la 3. Liga.
Debutó profesionalmente con el filial del Bayern el 19 de septiembre de 2020 en el empate a dos ante el Türkgücü Múnich en un partido de la 3. Liga.

### Bayern de Múnich
Debutó en el Bayern de Múnich en un partido de la Liga de Campeones de la UEFA 2020-21 ante el Atlético de Madrid el 1 de diciembre de 2020. Jugó como titular y fue sustituido al 61' por Serge Gnabry. El partido culminó con empate a uno en el Wanda Metropolitano.
Siguió jugando con el filial y, tras haber renovado su contrato hasta 2025, el 31 de enero de 2022 fue cedido al F. C. Colonia durante dieciocho meses. La cesión se canceló y en agosto de ese mismo año fue prestado al Hannover 96, equipo que posteriormente lo adquirió en propiedad.
En julio de 2024 abandonó Alemania después de ser traspasado al S. C. Braga.